# كركند المستنقعات المخادع
كركند المستنقعات المخادع (المعروف باسم كركند الوحل) (الاسم العلمي: Procambarus fallax)، نوع من جراد المياه العذبة من جنس كركند المستنقعات. يعيش في روافد نهر ساتيلا في جورجيا وفلوريدا. وهو الأقرب نسبًا إلى الكركند المجزع ذو التوالد البكري.